# Klaus Just
Pour les articles homonymes, voir Just.
Klaus Just, né le 29 mars 1964 à Nürtingen dans le Bade-Wurtemberg, est un ancien athlète allemand qui a remporté deux médailles d'argent en relais 4 × 400 m pour l'Allemagne de l'Ouest.
En compétition, il pesait 66 kg pour 1.76 m.

## Palmarès

### Championnats du monde d'athlétisme
- Championnats du monde d'athlétisme de 1987 à Rome ( Italie)
  - 4e en relais 4 × 400 m (aligné pendant les séries)
- Championnats du monde d'athlétisme de 1991 à Tokyo ( Japon)
  - 6e en relais 4 × 400 m

### Championnats d'Europe d'athlétisme
- Championnats d'Europe d'athlétisme de 1986 à Stuttgart ( Allemagne de l'Ouest)
  -  Médaille d'argent en relais 4 × 400 m
- Championnats d'Europe d'athlétisme de 1990 à Split ( Yougoslavie)
  -  Médaille d'argent en relais 4 × 400 m

### Championnats d'Europe d'athlétisme en salle
- Championnats d'Europe d'athlétisme en salle de 1985 à Le Pirée ( Grèce)
  -  Médaille d'argent sur 400 m
- Championnats d'Europe d'athlétisme en salle de 1989 à La Haye ( Pays-Bas)
  -  Médaille de bronze sur 400 m

### Championnats d'Europe Junior d'athlétisme
- Championnats d'Europe Junior d'athlétisme de 1983 à Schwechat ( Autriche)
  -  Médaille de bronze sur 400 m
  -  Médaille d'argent sur  4 × 400 m

## Sources
- (de) Cet article est partiellement ou en totalité issu de l’article de Wikipédia en allemand intitulé « Klaus Just » (voir la liste des auteurs).